# Baba Miller
Papa Ababacar Bartolome «Baba» Niang Miller (Palma de Mallorca, 7 de febrero de 2004) es un jugador de baloncesto universitario español que pertenece a la plantilla de los Florida Atlantic Owls de la American Athletic Conference. Con 2,11 metros de estatura juega en la posición de alero.

## Trayectoria deportiva

### Primeros años
Baba nació en Palma de Mallorca y comenzó su formación en la cantera del Bahía San Agustín desde 2016. Con apenas 12 años, ingresó en las categorías inferiores del Real Madrid, incorporándose al infantil B. El jugador fue quemando etapas dentro del Real Madrid, formando parte de los equipos infantil A y de ambos equipos cadete.
En la temporada 2020-21, Baba formó parte del equipo júnior del Real Madrid, con el que lograría el Torneo de Euroleague Basketball Next Generation Tournament juvenil. En la temporada 2021-22, fue elegido en el Quinteto Ideal del Torneo Unelco-Tenerife, en el que el Joventut Badalona se llevó el triunfo.
El 23 de diciembre de 2021, debutó como profesional en la Euroliga 2021-22 en una victoria por 71-65 sobre PBC CSKA Moscú, disputando 1 minuto y 54 segundos de partido. En la temporada 2021-22, promedió casi 12 puntos y más de 4 rebotes por partido en el Adidas Next Generation Tournament, el torneo júnior de Euroliga.

### Universidad
El 6 de junio de 2022, ingresó en la Universidad Estatal de Florida para disputar la NCAA con los Florida State Seminoles.
Tras dos temporadas en la Estatal de Florida, en mayo de 2024 anuncia que no se presentatía al draft de ese año y que se trasladaría a la Universidad Atlántica de Florida, para jugar con los Owls bajo las órdenes del entrenador John Jakus.

#### Estadísticas
| Año     | Equipo        | PJ | PT | MPP  | %TC  | %3P  | %TL  | RPP | APP | ROB | TPP | PPP |
| ------- | ------------- | -- | -- | ---- | ---- | ---- | ---- | --- | --- | --- | --- | --- |
| 2022–23 | Florida State | 15 | 2  | 17.3 | .474 | .250 | .300 | 3.7 | .8  | .4  | .5  | 4.3 |
| 2023–24 | Florida State | 33 | 32 | 24.8 | .449 | .293 | .557 | 4.9 | 1.4 | .9  | 1.1 | 7.6 |
| Total   | Total         | 48 | 34 | 22.4 | .454 | .282 | .528 | 4.5 | 1.2 | .8  | .9  | 6.6 |

## Selección nacional
Es internacional en las categorías inferiores de la selección española. El 2 de julio de 2023 ganó el oro en el Mundial Sub-19 celebrado en Debrecen (Hungría).